# نايجل سيتول
نايجل سيتول (بالإنجليزية: Nigel Degge Wilmot Sitwell)‏ هو مستكشف وكاتب وصحفي ومؤلف بريطاني، ولد في 1 أغسطس 1935 في غوسبورت في المملكة المتحدة، وتوفي في 2017.